# درن‌بیرن
شهر درن‌بیرن (به آلمانی: Dornbirn) در استان  فورآرلبرگ با جمعیت  ۴۴٬۲۴۳  نفر در کشور اتریش واقع شده‌است.